# Cabera quadripunctata
Cabera quadripunctata là một loài bướm đêm trong họ Geometridae.